# Air Iceland Connect
Air Iceland Connect (voorheen Flugfélag Íslands ehf. (IJslands: Flugfélag Íslands) was een regionale IJslandse luchtvaartmaatschappij met Reykjavik als thuishaven. De luchtvaartmaatschappij vloog overwegend naar bestemmingen in IJsland, Groenland, en de Faeröer (uitgevoerd door Atlantic Airways). Haar vliegtuigen waren voornamelijk gestationeerd op de luchthaven van Reykjavik en de Luchthaven van Akureyri. De luchtvaartmaatschappij fuseerde in maart 2020 met zusterbedrijf Icelandair.

## Geschiedenis
De luchtvaartmaatschappij werd oorspronkelijk gesticht door Tryggvi Helgason in Akureyri onder de naam Nordurflug. Op 1 mei 1975 ging ze verder onder de naam Flugfelag Nordurlands. Verdere reorganisatie zorgde voor een fusie tussen Icelandair regionaal en Norlandair (Flugfélag Nordurlands); hierdoor kwam de naam Air Iceland tot stand in 1997. In maart 2020 fuseerde de luchtvaartmaatschappij met zusterbedrijf Icelandair en sindsdien worden alle vluchten onder de merknaam Icelandair aangeboden.

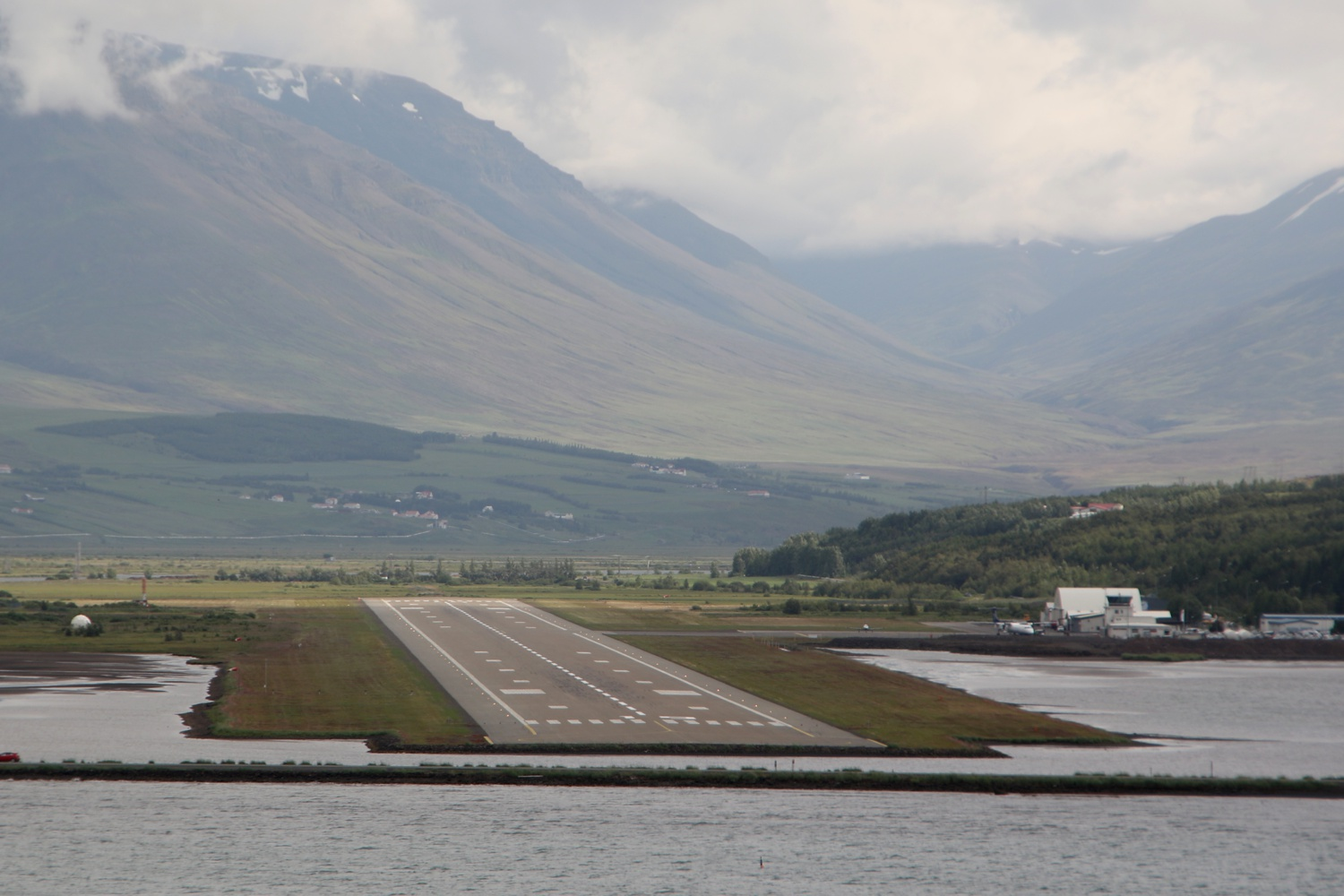
luchthaven van Akureryi

## Bestemmingen
De lijst van bestemmingen naar luchthavens uitgevoerd door Air Iceland Connect. Air Iceland Connect heeft ook een code-share met Atlantic Airways voor vluchten naar de Faeröereilanden.
 Faeröer
- Vágar - Luchthaven Vágar - Uitgevoerd door Atlantic Airways

 Groenland
- Ilulissat - [seizoensgebonden]
- Ittoqqortoormiit - Luchthaven Nerlerit Inaat
- Kulusuk - Luchthaven Kulusuk
- Narsarsuaq - [seizoensgebonden]
- Nuuk - Luchthaven Nuuk
- Kangerlussuaq - Luchthaven Kangerlussuaq

 IJsland
- Akureyri - Luchthaven Akureyri
- Egilsstaðir - Luchthaven Egilsstaðir
- Grímsey - Uitgevoerd door Norlandair
- Ísafjörður - Luchthaven Ísafjörður
- Reykjavík - Luchthaven Reykjavík
- Vopnafjörður - Uitgevoerd door Norlandair
- Þórshöfn - Uitgevoerd door Norlandair

## Vloot
De vloot van Air Iceland Connect bestaat op 1 augustus 2017 uit:

## Trivia
- De andere (internationale) luchtvaartmaatschappij van IJsland is Icelandair.